# Immeuble au 1-2, allée Jean-Bart de Nantes
L'immeuble, bâti au XVIIIe siècle, est situé au numéro 1 et 2 de l'allée Jean-Bart et sur la rue du Vieil-Hôpital à Nantes, en France. L'immeuble a été inscrit au titre des monuments historiques en 1945.

## Historique
Un an après la naissance de Jules Verne, en 1829, sa famille vient habiter no 2 de cet immeuble. La famille s'y agrandit : le frère du jeune Jules, Paul, y naît cette même année, puis deux de ses trois sœurs y viennent au monde : Anna (future épouse du Crest de Villeneuve), en 1836, et Mathilde (future épouse Fleury), en 1839. La famille Verne déménage en 1840, dans un nouveau logement situé dans un immeuble imposant, proche du port, au no 6 de la rue Jean-Jacques-Rousseau, où naît en 1842 la troisième sœur de Jules Verne, Marie (future épouse Guillon). 
Le bâtiment est inscrit au titre des monuments historiques par arrêté du 9 novembre 1945.